# Lehrgedicht
Ein Lehrgedicht ist die Darstellung eines Sachgegenstandes aus Kultur, Gesellschaft, Literatur oder Naturwissenschaft in hochpoetischer Form. Das gängige Versmaß der Lehrdichtung ist der stichische Hexameter, Lehrgedichte im elegischen Distichon, in Sotadeen oder in jambischen Versmaßen kommen ebenfalls vor, sind aber weitaus seltener. Das Lehrgedicht ist an sich eine Gattung der griechisch-lateinischen Literatur, die aber eine breite mittellateinische Tradition hat und vom 15. bis 18. Jahrhundert, im Zuge der Rückbesinnung auf die Antike, erneut eine Renaissance erlebte, als Segment der neulateinischen Literatur. Die meisten Lehrgedichte wurden daher (nach den Anfängen der Lehrdichtung in Griechenland) in lateinischer Sprache abgefasst; es gibt jedoch auch zahlreiche volkssprachliche Lehrgedichte. Gegen Ende des 18. Jahrhunderts stirbt die Gattung weitgehend aus.
Ein Beispiel aus dem 20. Jahrhundert ist Karl Herschmanns Das unterhaltende Bridge-Lehrbuch, das in paarweise gereimten vierhebigen Jamben die Regeln dieses Kartenspiels nebst Hinweisen zur Spielstrategie darlegt.

## Geschichte des Lehrgedichts
Die frühesten Zeugnisse für Lehrdichtung („didaktische Poesie“) stammen aus dem 7. Jahrhundert v. Chr. Der griechische Dichter Hesiod aus Askra in Boiotien verfasste in dieser Zeit ein Gedicht über die Entstehung der Welt (s. Schöpfungsmythen) und die Genealogien griechischer Götter (Theogonie) und ein weiteres über Landwirtschaft (Werke und Tage, griechisch ἔργα καὶ ἡμέραι érga kai hemérai; der zweite Teil, „Tage“, ist wahrscheinlich unecht), dessen Hintergrund ein Erbschaftsstreit mit seinem Bruder Perses ist. Obwohl sowohl die Theogonie als auch die Erga keine Lehrgedichte im eigentlichen Sinne sind, gelten diese in Hexametern verfassten Werke späteren Dichtern als Prototypen didaktischer Poesie, an denen man sich vielfach orientierte.
Im klassischen Griechenland des 5. Jahrhunderts v. Chr. nutzten die unteritalischen Naturphilosophen Parmenides und Empedokles die poetische Form zur Darstellung ihrer Lehre: Sowohl von Parmenides’ Lehrgedicht Über das Sein als auch von Empedokles’ Lehrgedicht Über die Natur sind allerdings nur wenige Fragmente erhalten geblieben, die gleichwohl einen guten Eindruck von der Sprachgewalt ihrer Verfasser vermitteln.
Einen Wandel machte das Lehrgedicht in der Zeit des Hellenismus durch, da die Verfasser von Lehrgedichten von dieser Zeit an nicht mehr die Ergebnisse eigener Forschungen in dichterischer Form präsentierten, sondern ihren Stoff aus einer fachwissenschaftlichen Prosavorlage entnehmen. Das früheste (und zugleich wirkungsreichste) Zeugnis hellenistischer Lehrdichtung sind die Phainomena des Aratos von Soloi, die in etwa 1000 Versen den Sternenhimmel und besondere Himmelserscheinungen, zum Beispiel Kometen, beschreiben. Erhalten sind aus hellenistischer Zeit ferner zwei Lehrgedichte des Nikandros aus Kolophon, die sich in jeweils etwa 600 Versen mit gefährlichen Tieren, vor allem Schlangen, (Theriaká) und mit den Heilmitteln gegen Schlangenbisse (Alexipharmaka) beschäftigen. Weitere Lehrgedichte Nikanders, etwa die botantisch ausgerichteten Georgika, sind nur fragmentarisch erhalten geblieben.
Das römische Lehrgedicht beginnt mit der Übersetzung einer hellenistischen Vorlage des Archestratos von Gela durch den Dichter Quintus Ennius, der dessen Hedypatheia, eine metrische Sammlung von Kochrezepten, ins Lateinische übertrug. Von diesem wie von den anderen frühen römischen Lehrgedichten, etwa den literarhistorischen Stücken des Lucius Accius, des Porcius Licinius und des Volcacius Sedigitus, sind nur wenige Fragmente erhalten.
Eine wesentliche Neuerung der Gattung stellt das Lehrgedicht De rerum natura des Lukrez dar; das sowohl aufgrund seines Umfangs von sechs Büchern als auch sprachlich-stilistisch sowie in einzelnen Szenen auf das heroische Epos Bezug nimmt und der Fiktionalität zum Beispiel der homerischen Gedichte die Rationalität epikureischer Welterklärung entgegenstellt, durch die den Menschen die Furcht vor dem Tod und die Furcht vor den Göttern genommen werden soll.
Als Reaktionen auf das Lehrgedicht des Lukrez sind die beiden „großen“ frühkaiserzeitlichen Lehrgedichte des Vergil und des Manilius zu verstehen:
Thema von Vergils Lehrgedicht Georgica sind zwar, mit deutlichem Bezug auf Hesiods Erga und Nikanders Georgika (deren Titel Vergil übernommen hat), Landbau, Vieh- und Bienenzucht und die Arbeiten, die der Bauer zu verrichten hat. Dem lukrezischen Konzept einer zufällig entstandenen Welt aus Atomen, in der der freie Wille das Produkt einer zufälligen Abweichung im stetigen Atomregen und die Seele ein sterbliches Organ ist, das sich nach dem Tod des Menschen in ihre Atome verflüchtigt, stellt Vergil das Konzept eines planvollen, von einem göttlichen Allgeist durchzogenen Kosmos entgegen, in dem zerstörerische und ordnende Kräfte in einem stetigen Kampf liegen. Vergil sieht die Welt als einen Ort, an dem Menschen harte Arbeit abverlangt wird, die ihn jedoch ganz positiv zu Kreativität und Erfindungsreichtum zwingt, so dass es ihm möglich ist, das immer wieder hervorbrechende Chaos, das sich für Vergil im Wildwuchs der Natur, aber auch im Krieg und in der Liebe manifestiert, zu bändigen.
Marcus Manilius Lehrgedicht Astronomica oder Astronomicon libri V ist eine umfassende Darstellung der damaligen Astronomie und Astrologie.
Ovid begründet die römische Liebesdidaktik und verwendet Stoffe und Figuren der Elegie und Komödie,  dichtet im  elegischen Distichon. Auch heute noch lesenswert ist der Anfang des Lehrgedichtes über Schönheitsmittel (medicamina faciei femineae), wo ein Loblied auf die Zivilisation gesungen wird. Heitere Betrachtungen des Liebeslebens voller Ironie finden sich in seiner Liebeskunst, der Ars amatoria; Gegenstand dieses Gedichts ist nicht die Liebe als Leidenschaft, sondern die Erotik als gesellschaftliches Phänomen. Die Remedia amoris („Heilmittel gegen die Liebe“) nehmen Bezug auf das Ärgernis, das die ars amandi erregt hatte: Zur Technik der Erotik gehöre es auch, sich von einer Leidenschaft, die unbequem wird, freimachen zu können.
Die Spätantike kehrt noch einmal zurück zum griechischen Lehrgedicht: Postumius Rufius Festus Avienus (2. Hälfte des 4. Jahrhunderts n. Chr.) benutzt eine griechische Vorlage in der Schilderung der Meeresküste von der Bretagne bis zum Schwarzen Meer (De ora maritima). Die stoffliche Grundlage ist wohl der Periplus des karthagischen Seefahrers Himilko aus dem 5. Jahrhundert v. Chr. Das Werk ist in jambischen Trimetern abgefasst und stützt sich am Schluss auf den Pontus-Exkurs der Historien Sallusts. Es ist eine wertvolle Quelle für das Wissen über die karthagische Expansion in den Atlantik und über Geografie und Nautik in der Antike.
Auch an der Medizinschule von Salerno des 12. und 13. Jahrhunderts war das Lehrgedicht eine gängige mnemotechnische Methode, um den Studenten das Aufnehmen des Wissens zu erleichtern. So verfasste etwa der Arzt und Hochschullehrer Gilles de Corbeil seine medizinischen Werke in lateinischen daktylischen Hexameterversen.
Konrad von Haslau verfasste im 13. Jahrhundert mit dem mittelhochdeutschen Lehrgedicht Der Jüngling eine moralisierende Erziehungs- und Lebenslehre für die kleinadelige Jugend.
Ein bekanntes episches Lehrgedicht der Neuzeit ist das nach dem Vorbild von Lukrez’ De rerum natura in Hexametern verfasste, die Syphilis behandelnde Werk Syphilidis sive morbi gallici libri tres von Girolamo Fracastoro.